# Festival de la fiction TV de La Rochelle 2017
La 19e édition du Festival de la fiction TV s'est déroulée à La Rochelle, du 13 au 17 septembre 2017. Le jury était présidé par la comédienne Sylvie Testud.

## Jury
Le jury de la compétition officielle est composé de :
- Sylvie Testud (présidente), comédienne
- Iris Bucher, productrice
- Julien Despaux, réalisateur
- Loup-Denis Elion, comédien
- Laurent Juillet, compositeur
- Stéphanie Tchou-Cotta, scénariste

## Compétition officielle
Les œuvres en compétition :

### Téléfilms
- La Consolation (France 3 - TV5 Monde), de Magaly Richard-Serrano
- La Sainte Famille (France 2), de Marion Sarraut
- Le Rêve français (1re partie) (France 2), de Christian Faure
- Mention particulière (TF1), de Christophe Campos
- Peur sur la base (France 3), de Laurence Katrian
- Prêtes à tout (France 2), de Thierry Petit
- Un ciel radieux (Arte), de Nicolas Boukhrief

### Séries 90 min
- La Loi de Valérie - Tous coupables (France 3), réalisé par Thierry Binisti
- Les Petits Meurtres d'Agatha Christie (France 2), épisode Crimes haute couture réalisé par Nicolas Picard-Dreyfuss
- Marjorie (France 2), épisode Il était une foi, réalisé par Mona Achache
- Meurtres à Sarlat (France 3), réalisé par Delphine Lemoine

### Séries 52 min
- J'ai deux amours (Arte), saison 1, épisodes 1 et 2, réalisés par Clément Michel
- L'Art du crime (France 2), saison 1, épisodes 1 et 2, réalisés par Charlotte Brändström
- La Forêt (France 3), saison 2, épisodes 3 et 4, réalisés par Julius Berg
- Les Chamois (TF1), saison 1, épisodes 1 et 2, réalisés par Philippe Lefebvre

### Séries 26 min
- Holyweed (OCS), saison 1, épisodes 2 et 6, réalisés par Laurent De Vismes
- Les Grands (OCS), saison 2, épisodes 2 et 4, réalisés  par Vianney Lebasque
- Ramdam, saison 1, épisode 1, réalisé par Zangro et Félix Doutrin

### Programmes courts
- À musée vous, à musée moi (Arte), saison 1, réalisée par Fabrice Maruca
- Des jours meilleurs (France 4), saison 2, réalisée par Amir Shadzi
- Parents mode d'emploi (France 2), saison 6, réalisée par Sylvain Fusée

### Séries Web et digitales
- Jezabel (Studio 4), saison 1, épisodes 1 à 3, réalisés par Julien Bittner
- Les Engagés (Studio 4), saison 1, épisodes 1 et 2, réalisés par Jules Thénier et Maxime Potherat
- Loulou (Arte Creative), saison 1, épisodes 1 à 3, réalisés par Fanny Sidney, Émilie Noblet, Anne-Claire Jaulin, Avril Besson, Géraldine de Margerie, Faustine Crespy, Léo Karmann  et Armand Robin
- Yes I do (Studio +), saison 1, épisodes 1 et 2, réalisés par Elsa Blayau

### Fictions européennes
- Black Lake (en) (Suède), saison 1, épisode 1, réalisé par Jonathan Sjöberg et David Berron
- Culpa – No One Is Innocent (de) (Allemagne), saison 1, épisodes 1 et 2, réalisés par Jano Ben Chaabane
- Gnome (Tchéquie), saison 1, épisode 1, réalisé par Jan Prušinovsky
- Borderliner (Grenseland) (Norvège), saison 1, épisode 1, réalisé par Gunnar Vikene
- La porta rossa (it) (Italie), saison 1, épisode 1, réalisé par Carmine Elia
- La mafia tue seulement en été (Italie), saison 1, épisode 1, réalisé par Luca Ribuoli
- Something's Rockin' (Danemark), saison 1, épisode 1, réalisé par Charlotte Sachs Bostrup et Mogens Hagedorn
- Three Girls (Royaume-Uni), saison 1, épisode 1, réalisé par Philippa Lowthorpe
- Victoria (Royaume-Uni), saison 1, épisode 1, réalisé par Paul Frift
- Zombilars (Norvège), saison 1, épisodes 1 à 3, réalisés par Atle Knudsen

### Fictions francophones étrangères
- Feux (Ici Canada, Canada Télé, Canada), saison 1, épisode 1, réalisé par Claude Desrosiers
- Hospital IT (Orange TV, Togo), saison 1, épisodes 1 et 2, réalisés  par Angela Aquereburu et Jean-Luc Rabatel
- L'Imposteur (TVA, Canada), saison 1, épisode 2, réalisé par Yan Lanouette Turgeon
- Plan B (Séries+, Canada), saison 1, épisode 1, réalisé par Jean-François Asselin
- Sœurs ennemies (RTI1, TV5 Monde et Première, Côte d'Ivoire), saison 1, épisodes 1 et 2, réalisés  par Lobo et Erico Séry
- Unité 42 (RTBF, France Télévisions, Belgique), saison 1, épisode 1, réalisé par Indra Siera

## Hors compétition
Les œuvres présentées hors compétition :
- Engrenages (Canal +), saison 6, épisode 1, réalisé par Frédéric Jardin
- Le Chalet (France 2), saison 1, épisodes 1 et 2, réalisés par Camille Bordes-Resnais
- Le Viol (France 3) réalisé par Alain Tasma
- Les Bracelets rouges (TF1), saison 1, épisodes 1 et 2, réalisés par Nicolas Cuche
- Maroni (Arte), saison 1, épisodes 1 et 2, réalisés par Olivier Abbou
- Souviens-toi (M6), saison 1, épisode 1, réalisé par Pierre Aknine

## Palmarès
Une cérémonie de clôture, présentée par Virginie Hocq a permis de remettre les 19 prix :
- Meilleur téléfilm : La Consolation
- Meilleure série de 90 minutes : Les Petits Meurtres d'Agatha Christie, épisode Crimes haute couture
- Meilleure série de 52 minutes : La Forêt
- Meilleure série de 26 minutes : Ramdam
- Meilleur programme court en série : À musée vous, à musée moi
- Meilleure série Web et digitale : Les Engagés
- Meilleure interprétation masculine : Yann Gael pour Le Rêve français
- Meilleure interprétation féminine : Anne Charrier pour Prêtes à tout
- Prix jeune espoir masculin Adami : Léo Legrand pour Un ciel radieux
- Prix jeune espoir féminin Adami : Marie Dal Zotto pour Mention particulière
- Meilleure réalisation : Vianney Lebasque pour Les Grands
- Meilleur scénario : Nathalie Hugon, Vincent Robert, Nicolas Mercier et Claire Lemaré́chal pour Mention particulière
- Meilleure musique : Rob pour Un ciel radieux
- Meilleure série francophone étrangère : Plan B (Canada)
- Meilleure fiction européenne : Gnome (Tchéquie)
- Prix spécial du jury pour la fiction européenne : Three Girls (Royaume-Uni)
- Prix de la meilleure série de l'année Téléstar & Télé Poche : Capitaine Marleau
- Prix des collégiens de Charente-Maritime : Holyweed